# آرتم سارگسیان
آرتم سارگسیان (ارمنی: Արտեմ Սարգսի Սարգսյան؛ ۲۳ سپتامبر ۱۹۲۶ – ۱۱ نوامبر ۲۰۱۶) اقیانوس‌شناس اهل ارمنستان بود. وی در سال ۱۹۷۰ جایزه دولتی اتحاد شوروی و در سال ۲۰۰۰ جایزه دولتی فدراسیون روسیه را دریافت نمود.

## زندگی‌نامه
وی در سال ۱۹۵۰ از دانشگاه دولتی باکو فارغ‌التحصیل شد. وی همچنین در انستیتو فیزیک اتمسفر ای.ام. اوبوخوف آکادمی علوم روسیه تحصیل نمود. وی شاگرد ایلیا کیبل بود. وی در سال ۱۹۵۳ از مدرک کارشناسی خود دفاع کرد. در سال ۱۹۶۷ وی از مدرک دکتری خویش دفاع کرد. وی در سال ۱۹۶۸ عنوان استادی را دریافت نمود. در سال ۱۹۸۱ به عنوان عضو ناظر آکادمی علوم روسیه برگزیده شد. نشان دوستی خلق در سال ۱۹۸۶ به وی اعطا گردید. وی در نگارش «Modelling Ocean Climate Variability» (۲۰۰۹) همکاری نمود

## سمت‌ها
- آکادمیسین آکادمی علوم روسیه (از ۱۹۹۲)
- استاد برجسته دانشگاه دولتی لومونوسوف مسکو (از ۱۹۹۹)
- رئیس آزمایشگاه در انستیتو اقیانوس‌شناسی شیرسشوف
- پژوهشگر ارشد در انستیتو ریاضیات عددی

## جوایز
- جایزه دولتی اتحاد شوروی (۱۹۷۰)
- جایزه دولتی فدراسیون روسیه (۲۰۰۰)